# Bernard William Smith
Pour les articles homonymes, voir Bernard Smith (homonymie) et Smith.
Bernard William Smith, né le 3 octobre 1916 à Sydney et mort le 2 septembre 2011 à Melbourne, est un historien de l'art, critique d'art et universitaire australien.

## Biographie
Bernard William Smith est né le 3 octobre 1916 dans une petite maison ouvrière de Sydney, fils illégitime d'une jeune immigrante irlandaise.
Dans une lettre à Vincent Buckley, il écrit : « De nombreux enfants illégitimes qui ne succombent pas à l'apitoiement font l'expérience d'une sorte de distanciation par rapport à la société. On se voit presque comme une sorte de témoin ». L'autobiographie de Bernard Smith sur son enfance, The Boy Adeodatus : The Portrait of a Lucky Young Bastard (1984), remporte le Victorian Premier's Literary Award et le National Book Council Prize. Bernard Smith suit une formation d'instituteur, puis est détaché à la Galerie d'art de Nouvelle-Galles du Sud en tant que responsable de l'éducation en 1944, où il organise de grandes expositions itinérantes dans la région de la Nouvelle-Galles du Sud.
En 1941, il épouse Kate Challis et en 1948, il obtient une bourse du British Council pour étudier aux instituts Courtauld et Warburg de l'université de Londres.
À son retour en Australie en 1951, le climat de la guerre froide et ses activités passées en tant que communiste affectent ses perspectives de carrière, mais avec l'aide de Mary Alice Evatt, il parvient à conserver son poste à la galerie d'art et à produire un catalogue de ses peintures australiennes. Il obtient une bourse de recherche à la toute nouvelle université nationale australienne de Canberra et passe son doctorat. En 1956, il devient maître de conférences au département des beaux-arts de l'université de Melbourne. Avec ses collègues, le professeur Joseph Burke, Franz Philip et le Dr Ursula Hoff, Bernard Smith consolidé l'histoire de l'art en tant que discipline universitaire en Australie.
En 1959, il réunit un groupe de sept peintres figuratifs émergents connu sous le nom de "The Antipodeans". Fidèle à lui-même, il introduit un programme politique dirigé contre l'abstraction internationale, mais c'est aussi sa façon d'éclairer l'identité de l'Australie au sein du nouvel internationalisme de l'après-guerre. Il déclare : « Nous devons toujours interroger les images sur leur validité et leur intention ». En défiant les centres culturels, il acquiert une réputation de « policier des arts », mais l'Antipodean Exhibition divise la communauté artistique australienne et le propulse sur le champ de bataille de la politique de l'art contemporain et mondial. En 1962, il publie sa principale étude sur la peinture australienne et, en 1967, il est nommé premier directeur du Power Institute de l'université de Sydney, poste dans lequel il façonne cette institution.
Il est membre fondateur de l'Australian Academy of Humanities, critique d'art pour The Age, il contribue à la création du studio australien à la Cité internationale des arts de Paris, il participe à la sauvegarde de la banlieue de Glebe contre la destruction de l'autoroute, est actif dans les manifestations contre le Viêt Nam et le nucléaire, et reçoit des prix pour sa contribution aux arts.
Lorsqu'il prend sa retraite en 1977, Kate et lui retournent à Melbourne, où il continue à donner des conférences, à servir de mentor et à publier de nombreux ouvrages sur le colonialisme et le post-colonialisme, les récits de vie, la dépossession des autochtones, l'art et le modernisme. Kate meurt en 1989 et il se remarie en 1995.
Bernard William Smith meurt le 2 septembre 2011 à Melbourne,.
Il a été baptisé catholique et a précisé qu'il voudrait un service funéraire catholique, soulignant toutefois que « je mourrai athée ». Il a été marxiste jusqu'au bout, mais a tempéré sa politique en sachant que dans la vie, on se mesure à ses réalisations. Il laisse dans le deuil sa femme Maggi, ses enfants John et Elizabeth, quatre petits-enfants et quatre arrière-petits-enfants.